# Chronicon Casauriense
Il Chronicon Casauriense, o Liber instrumentorum seu chronicorum monasterii Casauriensis, è una raccolta di cronache medioevali riguardanti l'Abbazia di San Clemente a Casauria tra gli anni 866 e 1182, redatto verso la fine del XII secolo. La sua compilazione si deve al monaco Giovanni di Berardo (Johannes Berardi) che agì su impulso dell'abate Leonate. L'opera è tramandata da un codice autografo che fu materialmente scritto da un autore che si firma come magister Rusticus, responsabile anche delle illustrazioni con lievi disegni a penna.

## Storia
L'autore è il monaco benedettino Giovanni Berardi e il testo è concepito come cartularium, ossia come una raccolta di atti di acquisto, vendita, privilegio, donazione e di altri documenti regali o papali relativi alla costituzione del patrimonio dell'abbazia. L'esposizione, però, non è asettica, poiché dalle note che accompagnano la trascrizione degli atti trapela una forte ostilità verso i Normanni, dovuta presumibilmente al loro atteggiamento aggressivo verso le proprietà del monastero, distrutto dal conte normanno di Manoppello, Ugo Malmozzetto (c. 1076).
L'opera fu scritta sul recto e verso di 272 fogli di pergamena e classifica complessivamente 2153 documenti. Presente a Napoli dall'inizio del XV secolo durante il regno aragonese, passò in possesso di Carlo VIII di Francia in occasione della sua spedizione in Italia nel 1494 ed è attualmente conservato presso la Biblioteca Nazionale di Parigi.

## Edizioni
- (LA) Johannes Berardi, Chronicon Casauriense, in Ludovicus Antonius Muratorius, Rerum Italicarum scriptores, vol. 2/2, Mediolani, ex Typographia societatis Palatinae, 1726,  coll. 776-1018.
- (LA) Johannes Berardi, Chronicon Casauriense. Liber instrumentorum seu chronicorum monasterii Casauriensis, codicem Parisinum Latinum 5411 quam simillime expressum edidimus, L'Aquila, Amministrazione provinciale dell'Aquila, Comitato per il V centenario della introduzione della stampa in Abruzzo, 1982 (Riproduzione facsimilare, con prefazione di Alessandro Pratesi in fascicolo aggiunto).
- (LA) Johannes Berardi, Liber instrumentorum seu chronicorum monasterii Casauriensis, seu Chronicon Casauriense, edizione critica a cura di †Alessandro Pratesi e Paolo Cherubini, 4 voll., Roma, Istituto storico italiano per il Medio Evo, 2017-2019, ISBN 978-88-98079-69-8 («Fonti per la storia dell'Italia medievale. Rerum Italicarum scriptores», III serie, 14).